# 乱暴者の世界
『乱暴者の世界』（らんぼうもののせかい、THE INDEXMAN）は、2010年10月9日公開の日本映画。『ゆうばり国際ファンタスティック映画祭2010』正式出品作品。

## 映画
アマチュア時代の高橋玄が1989年製作した同名8mm自主映画をリメイクした、パラレルワールドをテーマにした青春SFサスペンス映画。監督は『非金属の夜』の中田圭。主演は舞台版『テニスの王子様』の林野健志、劇団EXILEの秋山真太郎。ヒロインの黒澤ゆりかは映画初主演となる。
シアターN渋谷で2週間限定ロードショー。500枚限定で特典DVD付先行販売特別鑑賞券を販売。『ゆうばり国際ファンタスティック映画祭』での映画祭ヴァージョンと一般公開ヴァージョンでは一部のシーンとラストシーンが異なる内容となっている。ぴあ初日満足度ランキング（ぴあ映画生活調べ）では第4位になるなど好評価されている。
キャッチコピーは「世界を変えろ!」。

## ストーリー
ライブをしながら作詞家を志す戸川恵介とロック歌手志望の林あゆみのカップルの前に、パラレルワールドを自由に渡り人の心理を自由に操ることができる超能力者カミオが現れる。しかし世界を移動し再創造するその力が恵介にだけは及ばない事が判ると、あゆみを攫い、恵介の周りの人たちの記憶を消し社会的に存在しない人間にしてしまう。恵介はあゆみを取り戻すために独りカミオに挑む。

## キャスト
- 戸川恵介 - 林野健志
- 林あゆみ - 黒澤ゆりか
- カミオ - 秋山真太郎（劇団EXILE）
- 阿部由輝子
- 山本正之
- 崔哲浩
- 友田安伊子
- 増田久美子
- 吉見麻美
- 小鳥遊エリ
- 岡崎那羽
- 島田淳
- 可野浩太郎
- 鳥井賀句
- 枯葉マナコ
- 戸川昌子（特別出演）
- 倉田千鶴

- ナミダ★ボーイズ
- The Hellos
- PEACOCK BABIES

## スタッフ
- 監督 - 中田圭
- 製作・プロデューサー・脚本 - 高橋玄
- 製作 - 由佐武夫
- 撮影 - 井出情児
- 照明 - 小川満
- 編集 - 船迫誠
- サウンドデザイン - 小川高松（TAK小川）
- 美術 - 林天外
- 音楽 - 村上純
- 制作担当 - 柳澤泰彦
- 助監督 - 小南敏也
- 衣装コーディネイト - 西内喜和 (kiwa)
- ヘア&メイク - 鈴木理恵
- スチル - 永山昌克
- 協賛 - 株式会社タカラトレーディング
- 配給 - フリーマン・オフィス
- 制作・著作 - GRAND CAFE PICTURES Corporation

## 主題歌
- ASIN B00474VCO8, CLAIMANT - VERVAIN